# Harold Moukoudi
Harold-Desty Moukoudi (ur. 27 listopada 1997 w Bondy) – kameruński piłkarz grający na pozycji środkowego obrońcy. Od 2022 jest zawodnikiem klubu AEK Ateny.

## Kariera klubowa
Swoją karierę piłkarską Moukoudi rozpoczynał w juniorach takich klubów jak: US Nogent (2003-2006), US Chantilly (2006-2009), Le Havre AC (2009-2010), ponownie US Chantilly (2010-2012) i ponownie Le Havre AC (2012-2014). W 2014 roku został zawodnikiem rezerw Le Havre, a w 2016 roku stał się członkiem pierwszej drużyny. 14 października 2016 zadebiutował w jej barwach w Ligue 2 w wygranym 3:1 wyjazdowym meczu z Clermont Foot. Zawodnikiem Le Havre był do końca sezonu 2018/2019.
W lipcu 2019 Moukoudi został zawodnikiem AS Saint-Étienne, do którego przeszedł na zasadzie wolnego transferu. Swój debiut w nim w Ligue 1 zaliczył 10 sierpnia 2019 w zwycięskim 2:1 wyjazdowym meczu z Dijon FCO.
W styczniu 2020 Moukoudi został wypożyczony do Middlesbrough F.C. grającego w EFL Championship. W Middlesbrough swój debiut zanotował 8 lutego 2020 w przegranym 2:3 wyjazdowym meczu z Brentford F.C. W Middlesbrough grał przez pół roku, po czym wrócił do Saint-Étienne.
| Sezon   | Klub             | Kraj    | Rozgrywki              | Mecze | Gole |
| ------- | ---------------- | ------- | ---------------------- | ----- | ---- |
| 2014/15 | Le Havre AC B    | Francja | Championnat National 2 | 7     | 0    |
| 2015/16 | Le Havre AC B    | Francja | Championnat National 2 | 14    | 0    |
| 2016/17 | Le Havre AC      | Francja | Ligue 2                | 7     | 0    |
| 2016/17 | Le Havre AC B    | Francja | Championnat National 2 | 23    | 0    |
| 2017/18 | Le Havre AC      | Francja | Ligue 2                | 33    | 4    |
| 2018/19 | Le Havre AC      | Francja | Ligue 2                | 17    | 2    |
| 2019/20 | AS Saint-Étienne | Francja | Ligue 1                | 11    | 0    |
| 2019/20 | Middlesbrough    | Anglia  | EFL Championship       | 8     | 0    |
| 2020/21 | AS Saint-Étienne | Francja | Ligue 1                | 26    | 3    |
| 2021/22 | AS Saint-Étienne | Francja | Ligue 1                | 24    | 0    |
| 2022/23 | AEK Ateny        | Grecja  | Super League           | 0     | 0    |

## Kariera reprezentacyjna
Moukoudi grał w młodzieżowych reprezentacjach Francji na szczeblach U-16, U-17, U-18 i U-20. W reprezentacji Kamerunu zadebiutował 12 października 2019 w zremisowanym 0:0 towarzyskim meczu z Tunezją, rozegranym w Radis. W 2022 roku został powołany do kadry na Puchar Narodów Afryki 2021. Wraz z Kamerunem zajął 3. miejsce na tym turnieju. Rozegrał na nim trzy mecze: grupowy z Republiką Zielonego Przylądka (1:1), półfinałowy z Egiptem (0:0, k. 1:3) i o 3. miejsce z Burkiną Faso (3:3, k. 3:5).